# 遗憾 (决策论)
在不确定性情境下的决策过程中，若最佳行动方案的信息在固定决策作出后方才显现，人类常会产生被称为“决策遗憾”的情感反应。这种心理现象可量化为已执行决策与最优决策之间的价值差值。
遗憾规避理论（或称预期遗憾理论）指出，当个体面临抉择时，可能会预判未来可能产生的后悔情绪，并将这种规避心理纳入当前的决策考量。作为具有强烈社会属性与声誉关联的负面情感，遗憾机制不仅构成人类经验学习的重要基础，更是塑造风险厌恶心理的核心要素。该理论将对遗憾的有意识预期的心理反馈机制，从原本仅被视为人类行为特征的情感维度，转化为了决策理论中所建模的理性选择行为之一。

## 简述
遗憾理论是由格雷厄姆·卢姆斯、罗伯特·萨格登，以及大卫·E·贝尔与彼得·C·菲什伯恩于1982年分别独立提出的经济理论模型。该理论在不确定性决策框架中引入预期遗憾效应，系统化地构建了包含情感因素的决策分析范式。后续学者在此基础上进行了多维度拓展完善。
该理论的核心创新在于效用函数中嵌入了遗憾因子——其数值与已实现结果的效用负相关，而与不确定性消除后最优替代结果的效用正相关。该遗憾项通常表现为递增、连续且非负的函数形式，并从传统效用指标中扣除。此类偏好结构虽在传统意义上违反了传递性， 但多数符合弱化版本的传递性。
针对独立彩票的决策情境，当遗憾值通过效用差异计算并在所有结果组合中进行加权平均时，仅特定形式的遗憾函数能保持传递性。研究表明，唯有双曲正弦函数具备此特性。 该函数形式不仅保留了一阶随机占优的合理性判断、对数效用的风险厌恶特征等优良属性，还能有效解释阿莱悖论等传统理论难以自洽的决策现象。
遗憾厌恶不仅是理论模型，更是现实存在的认知偏差——当个体为避免未来后悔而刻意回避某些决策时，这种心理机制便开始作用。从本质上看，遗憾厌恶体现为对“作为”与“不作为”的双重恐惧：既担心主动选择导致失败，又害怕被动错失机遇。 尽管后悔情绪可被理性化解释，但它仍会扭曲决策偏好，甚至助长虚假信息传播——因为人们倾向于将负面后果归因于外部因素而非自身责任。

## 实验证据
多项基于激励性选择和假设性场景的实验研究，有效验证了预期遗憾对决策行为的显著影响。
在一级价格拍卖实验中，研究者通过操控参与者预期获得的反馈信息，观察到投标金额呈现系统性差异。 当向所有竞拍者公开中标价格时，“失败者遗憾”效应尤为显著——落败者由此得知自己本可能通过提高报价获利（例如，某参与者对商品估值50美元，报价30美元，若得知成交价为35美元，便会意识到只要报价超过35美元即可获得最高15美元的利润）。这种潜在遗憾心理若被竞拍者提前预判，他们往往会提高报价，相较于不公开成交价的实验情境，以此降低遗憾发生的可能性。
在彩票决策实验中，预期遗憾的驱动作用同样得到实证支持。与拍卖场景相似，不确定性消除后的信息反馈差异将引发不同程度的遗憾预期，进而改变决策偏好。
例如，当在“稳获40美元”与“猜硬币正反面（猜中得100美元，猜错得0美元）”之间抉择时，选择确定性收益不仅能规避风险，还可避免遗憾——因为通常情况下，若选择确定性收益，硬币不会被实际抛掷（不确定性未被揭示）；而若选择赌博选项，猜错结果将直接引发遗憾。值得注意的是，如果不管选择哪个，都会实际抛硬币的话，那所有潜在结果都将显性化，此时不管选哪个都无法避免遗憾的可能性。

### 预期遗憾与实际遗憾的对比
人们往往高估自身对决策结果负有责任时的预期后悔程度，尤其是当理想结果以微小差距错失时。 典型实证研究发现：通勤者预测自己若因晚到1分钟错过列车，其遗憾程度将高于晚到5分钟的情况。但实际错过列车的通勤者中，无论是晚1分钟还是5分钟，其真实遗憾程度均较低且无显著差异。这种预期偏差源于人们低估了将失误归因于外部因素（如钱包丢失或洗漱耗时过长）的心理调节能力——当差之毫厘的失误发生时，个体更倾向于将责任外化，从而弱化实际体验的遗憾情绪。